# Vitamin E
Vitamin E là tên gọi chung để chỉ hai lớp các phân tử (bao gồm các tocopherol và các tocotrienol) có tính hoạt động vitamin E trong dinh dưỡng. Vitamin E không phải là tên gọi cho một chất hóa học cụ thể, mà chính xác hơn là cho bất kỳ chất nào có trong tự nhiên mà có tính năng vitamin E trong dinh dưỡng. Chức năng chính của α-tocopherol trong cơ thể người dường như là của một chất chống oxy hóa. Nhiều phân tử được đề cập trong các bài chính về chúng như nói trên đây có thể chuyển hóa lẫn nhau trong cơ thể.

## Các dạng
Vitamin E tự nhiên tồn tại dưới 8 dạng khác nhau, trong đó có 4 tocopherol và 4 tocotrienol. Tất cả đều có vòng chromanol, với nhóm hydroxyl có thể cung cấp nguyên tử hiđrô để khử các gốc tự do và nhóm R (phần còn lại của phân tử) sợ nước để cho phép thâm nhập vào các màng sinh học. Các tocopherol và tocotrienol đều có dạng alpha, beta, gamma và delta, được xác định theo số lượng và vị trí của các nhóm metyl trên vòng chromanol. Mỗi dạng có hoạt động sinh học hơi khác nhau.